# فيرجيل غراي
فيرجيل غراي (بالإنجليزية: Virgil Carl Gray)‏ هو لاعب كرة القدم الكندية أمريكي، ولد في 7 مارس 1984 في أتلانتا في الولايات المتحدة.